# کمپیتسه
کمپیتسه (به لاتین: Kępice، تلفظ: [kɛmˈpʲit͡sɛ]) یک شهرک در لهستان است که در استان پومرانی واقع شده‌است.

## خصوصیات
شهرک ۶٫۱۱ کیلومترمربع مساحت و ۳٬۸۲۹ نفر جمعیت دارد.